# Andrejs Pumpurs
Œuvres principales
Lāčplēsis

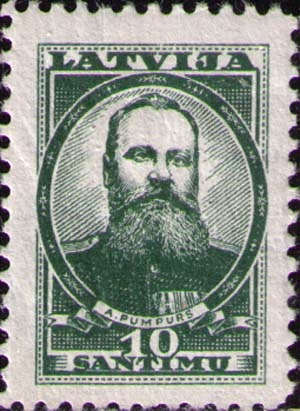
Timbre à l'effigie d'Andrejs Pumpurs (1936).

Andrejs Pumpurs (né le 22 septembre 1841 à Jumprava dans le Gouvernement de Livonie et mort le 6 juillet 1902 à Riga) est un poète et militaire letton, auteur de l'épopée nationale Lāčplēsis et fut une figure importante du mouvement politico-littéraire des Jeunes Lettons.

## Biographie
Pumpurs fut le troisième Letton à se porter volontaire pour combattre avec les Serbes et leurs alliés russes contre les Turcs, ses expériences en Serbie influençant fortement son nationalisme déjà fervent.